# Annabel Vernon
Annabel Morwenna Vernon, née le 1er septembre 1982 à Truro, est une rameuse anglaise.

## Biographie
Elle a commencé à ramer à Golant[réf. souhaitée].

## Palmarès

### Jeux olympiques
- 2008 à Pékin,  Chine
  -  Médaille d'argent en quatre de couple

### Championnats du monde
- 2010 à Hamilton,  Nouvelle-Zélande
  -  Médaille d'or en quatre de couple
- 2009 à Poznań,  Pologne
  -  Médaille d'argent en deux de couple
- 2007 à Munich,  Allemagne
  -  Médaille d'or en quatre de couple
- 2005 à Gifu,  Japon
  -  Médaille d'argent en deux de couple